# Live at the N.E.C.
Albums de Status Quo
1+9+8+2
(1982) In the Army Now
(1986)
Singles
1. Caroline / Dirty Water
Sortie : 22 octobre 1982

Live at the N.E.C. est le deuxième album enregistré en public du groupe de rock anglais, Status Quo. Il est sorti en juillet 1984 sur le label Vertigo Records et a été produit par le groupe.

## Historique
Cet album fut enregistré le 14 mai 1982 au N.E.C. près de Birmingham. Le concert fut donné en faveur de l'organisation The Prince's Trust fondée par Charles III alors encore Prince de Galles, ce-dernier étant présent au concert. 
Cet album fit partie en 1982 d'une compilation de  trois albums appelée From the Makers of... publiée par Phonogram. Il faudra donc attendre 1984 pour voir l'album sortir séparément. Il n'est que le deuxième album "live" officiel du groupe. Loin du succès de son prédecesseur, Live! (1977), il n'atteindra que la 83e place des charts britanniques.
En 1982, la chanson Caroline accompagnée en face B de Dirty Water sortira en single.
Il sera réédité en 2017 dans sa version Deluxe comprenant un deuxième disque compact grâce auquel toute la setlist du concert est disponible.

## Liste des titres

### Album original
Face 1
| No | Titre                  | Auteur                                                   | Durée |
| -- | ---------------------- | -------------------------------------------------------- | ----- |
| 1. | Caroline               | Francis Rossi, Robert Young                              | 5:30  |
| 2. | Roll Over and Lay Down | Rossi, Rick Parfitt, Alan Lancaster, John Coghlan, Young | 5:59  |
| 3. | Backwater              | Parfitt, Lancaster                                       | 4:35  |
| 4. | Little Lady            | Parfitt                                                  | 3:20  |
| 5. | Don't Drive My Car     | Parfitt, Andy Bown                                       | 4:21  |

Face 2
| No  | Titre                      | Auteur                | Durée |
| --- | -------------------------- | --------------------- | ----- |
| 6.  | Whatever You Want          | Parfitt, Bown         | 4:31  |
| 7.  | Hold You Back              | Rossi, Parfitt, Young | 4:40  |
| 8.  | Rockin' All Over the World | John Fogerty          | 4:03  |
| 9.  | Over the Edge              | Lancaster, Keith Lamb | 4:16  |
| 10. | Don't Waste My Time        | Rossi, Young          | 4:17  |

### Version Deluxe 2017
CD 1
- Album original

CD 2
| No | Titre                    | Auteur                                | Durée |
| -- | ------------------------ | ------------------------------------- | ----- |
| 1. | Forty-Five Hundred Times | Rossi, Parfitt                        | 21:09 |
| 2. | Big Fat Mama             | Rossi, Parfitt                        | 6:46  |
| 3. | Roadhouse Blues          | Morrison, Densmore, Krieger, Manzarek | 8:50  |
| 4. | Rain                     | Parfitt                               | 4:23  |
| 5. | Down Down                | Rossi, Young                          | 6:07  |
| 6. | Bye Bye Johnny           | Chuck Berry                           | 6:53  |

## Musiciens
- Francis Rossi: chant, guitare solo
- Rick Parfitt: guitare rythmique, chant
- Alan Lancaster: basse, chant
- Andy Bown: claviers
- Pete Kircher: batterie, percussions

## Charts
Charts album
| Pays                          | Durée du classement | Meilleur classement | Date            |
| ----------------------------- | ------------------- | ------------------- | --------------- |
| Royaume-Uni (UK Albums Chart) | 3 semaines          | 83e                 | 29 juillet 1984 |
| Écosse (Scottish Album Chart) | 1 semaine           | 56e                 | 27 octobre 2017 |
| Pays-Bas (MegaCharts)         | 1 semaine           | 43e                 | 26 mai 1984     |
| Suède (Sverigetopplistan)     | 1 semaine           | 45e                 | 29 mai 1984     |

Chart Single
| Single                        | Chart              | Durée du classement | Position | Date            |
| ----------------------------- | ------------------ | ------------------- | -------- | --------------- |
| Caroline (Live at the N.E.C.) | (UK Singles Chart) | 8 semaines          | 13e      | 31 octobre 1982 |
| Caroline (Live at the N.E.C.) | (IRMA)             | 2 semaines          | 12e      | 7 novembre 1982 |